# Bárány László (rendező-operatőr)
Bárány László (Veszprém, 1968. augusztus 12. –) rendező-operatőr. 

## Életpálya
Érettségi után MAHART hajókon dolgozott mint matróz. A rendszerváltás idején fotóriporternek és újságírónak tanult, majd búvár fotósként járta be Kubát és a Földközi-tengert.
Televíziózni a Veszprém TV-ben, majd a Magyar Televízióban kezdett a kilencvenes években. Rendező-operatőri államvizsgája után (1995, Teleschola) készítette első önálló természetfilmjeit az Adrián, melyeket a Duna TV sugárzott. Mint víz alatti kameraman és szakértő dolgozott játékfilmekben (Napoléon, A Hídember), reklámokban Kapitány Iván, Lajos Tamás és Herendi Gábor rendezőkkel, valamint steadicam[ operatőrként broadcast közvetítésekben (Atlétikai EB, MTV, Outside Broadcast).
A kilencvenes évektől mint operatőr – Márkus József rendezővel és Németh Sándor producerrel – számos ismeretterjesztő filmet forgatott a Közel-Keleten, Izraelben. Dr. Olti Ferenccel a vidéki zsidóság deportálásának helytörténetét bemutató filmsorozat rendezésébe kezdett 2000-ben, Soá Napja címmel. Az első epizódot Pokorni Zoltán oktatási miniszter "tankönyvvé" nyilvánította, a következő részek pedig a filmszakma ikonjainak (Szabó István, Jancsó Miklós) támogatásával készülhettek el. Később a KL Auschwitz című, hétrészes tévésorozatát a történész szakma négy kiemelkedő egyéniségével (dr. Randolp Barham, dr. Karsai László, dr. Szita Szabolcs, dr. Vági Zoltán) forgatta.
2003-tól a VeszprémFest koncertfilmjeinek rendezője (producer Mészáros Zoltán). E koncertekről számos film készült a nemzetközi zenei élet kiválóságaival: James Blunt, Jamie Cullum, The Manhattan Transfer, Bobby McFerrin, Emeli Sandé, Kool and the Gang, José Cura, Roger Hodgson, Richard Bona, Paco de Lucia.
2006-2009 között nagyszabású zenés dokumentumfilmet forgatott Gyökerek és ágak – Auer Lipót története címmel. A film szerkesztője Kováts Péter Bartók-Pásztory-díjas hegedűművész volt. Komolyzenei felvételeket készített olyan muzsikusokkal, mint Gidon Kremer, Mischa Maisky, Kocsis Zoltán, Borodin Quartet, Roby Lakatos, Mendelssohn Kamarazenekar.
Az elmúlt években számos természetfilmet gyártott látogatóközpontok mozivásznaira. Az Acta Galilei című planetárium filmjét a Firenzei Museo Galilei és Vatikáni Csillagvizsgáló közreműködésével forgatta.
Mintegy 15 évvel ezelőtt Bárány László volt a megálmodója, később  üzemeltetője a Pannon Csillagda látogatóközpontnak (Bakonybél). Az intézmény a Balaton-felvidéki Nemzeti Park Igazgatóság csillagászati élménycentruma, mely egyfajta etalon és igazodási pont lett a hazai ismeretterjesztésben.
Az utóbbi években bibliai témájú fotóalbumok készítésén dolgozik.

## Filmográfia (válogatás)
- VeszprémFest 2022 / concert film 45' Director - J. Blunt, D. Krall, Gipsy Kings, Zaz, J. Cullum
- The Wings of Dawn / documentary 30’ Director - DOP
- Hot Topic / the History of Climate Change / documentary 30’ Director - DOP
- The Rivers of Life / documentary 28' Director - DOP
- VeszprémFest 2018 / concert film 45' Director - C. Emerald, K. Melua, UB40, P. Gavanelli
- The Danube Geotour / short documentary 11' Director - DOP
- Richard Bona Live / concert film 45' Director
- Lavender: the scent of life / documentary 25' Director - Cooperation with British Museum
- The Hitchhiker's Guide to the Mars / 3D documentary 30’ Director - Starring Charles Duke astronaut, Apollo 16
- VeszprémFest 2016 / concert film 45' Director - G. Porter, J. Cullum, L. Stansfield, O. Portuondo,, D. E Cigala
- Acta Galilei / planetarium full dome movie 28' Director - DOP Cooperation with Museo Galilei, Florence and the Observatory of the Vatican
- VeszprémFest 2015 / concert film 45' Director - R. Hodgson, E. Sandé, Kool & the Gang, D. D. Bridgewater festival film 45'
- The empire of stars / planetarium full dome movie 22' Director - DOP
- Craig David live / concert film 45' Director
- Roots and Branches - The Leopold Auer story / music documentary 65’ Director - DOP with B. Marton Frigyes HSC
- KL Auschwitz / documentary TV series 7x22' Director - DOP
- Joy of Music: Bobby McFerrin / TV film 50’ Director
- Joy of Music: Richard Bona 50' / TV film 50’ Director
- VeszprémFest 2006 documentary 45' director - The Manhattan Transfer, Paco de Lucia / documentary 55' Director
- A Day of Shoah / documentary series, declared as official course book by the national educational program 5x65' Director - DOP
- CinePhony / music documentary 65' Director
- Pearls of Dalmatia / documentary 45' Director - DOP
- Napoléon / tv-series 357' Diving expert
- Bridgeman / fiction film 145' Underwater camera crew
- In the deep of Dalmatian waters / documentary 25' Director - DOP
- Encounters - Leslie Mandoki and friends / music documentary 45' DOP with András Khin, Director: József Márkus

## Díjak
- A Magyar Érdemrend tisztikeresztje (2023)
- Veszprém Megyei Príma Díj (2017)[2]
- Magyar Köztársasági Érdemrend lovagkeresztje (2006)

## Szakmai szervezetek
- Royal Photographic Society